# (Sic)nesses
(Sic)nesses — четвёртый видеоальбом американской хэви-метал группы Slipknot, выпущенный 28 сентября 2010 года на лейбле Roadrunner Records. Двойной диск включает в себя запись их хедлайнерского выступления на Download Festival 2009, а также 45-минутный закулисный документальный фильм, созданный перкуссионистом Шоном Крэйеном, и четыре музыкальных клипа из альбома All Hope Is Gone[2]. Это первый релиз группы после смерти бывшего басиста группы Пола Грея, посвященный его памяти. 22 сентября 2010 года в некоторых кинотеатрах США состоялась премьера (sic)nesses. Вход на показы был бесплатным и включал в себя бесплатные подарки. Реакция была в целом положительной: Artistdirect наградил альбом пятью звездами из пяти, а Blabbermouth.net поставил альбому восемь с половиной звезд из десяти. Альбом занял первое место в четырёх чартах: австралийском чарте 40 музыкальных DVD, финском чарте 10 лучших музыкальных DVD, британском чарте 10 лучших музыкальных DVD и чарте лучших музыкальных видео США.

## Запись и производство
«(Sic)nesses» был записан, когда Slipknot выступили хедлайнерами Download Festival перед 80 000 фанатов 13 июня 2009 года. Шоу в Донингтон-парке было снято 30 камерами 45-минутный фильм «Слышимые видения (sic)nesses» показывает Slipknot во время и между концертами в рамках тура в поддержку их тогда вышелшего альбома All. Шон Крэхан заявил: «Когда мы собирались снимать это, казалось, что провала быть не может. Это должно было войти в пятерку лучших шоу в нашей карьере. , и это в основном то, что было: мы сошли со сцены, и все девять из нас почувствовали одно и то же, мы знали, что уничтожили 80 000 человек. Когда я смотрю это назад, у меня просто слезы наворачиваются на глаза»
DVD был выпущен как посвящение бывшему басисту группы Полу Грею, который умер от случайной передозировки наркотиков 24 мая 2010 года. Roadrunner Records сказал следующее о выпуске DVD: "Вполне логично, что группа… выпустит (sic)nesses… Все выступления Slipknot запоминаются, но это особенно запомнилось. , когда группа исполняла хиты со всех своих платиновых альбомов. На сцене Slipknot в самом естественном состоянии, и «(sic)nesses» поставит вас в первый ряд.

## Участники записи
Помимо официальных имён, участников группы называют номерами от нуля до восьми. Следующие сотрудники могут быть проверены по заметкам в альбоме.

### Slipknot
- (#0) Сид Уилсон — диджей
- (#1) Джои Джордисон — барабаны
- (#2) Пол Грей — бас-гитара, бэк-вокал
- (#3) Крис Фен — перкуссия, бэк-вокал
- (#4) Джим Рут — гитара
- (#5) Крэйг Джонс — сэмплер, клавишные
- (#6) Шон Крээн — перкуссия, бэк-вокал
- (#7) Мик Томсон — гитара
- (#8) Кори Тейлор — вокал